# Ierissos

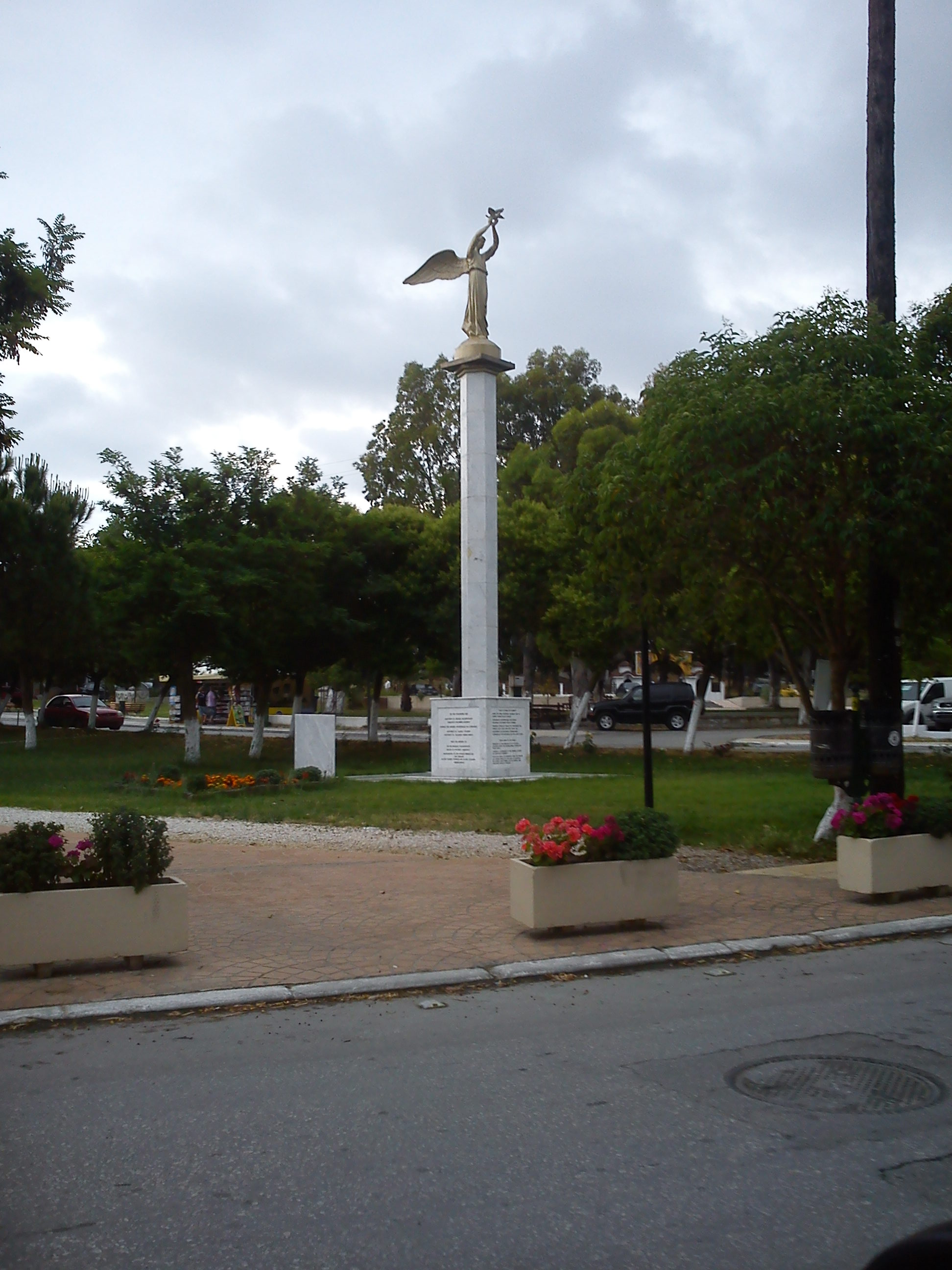
Monument i Ierissos

Ierissos är en by belägen i Chalkidike, Norra Grekland. Byn har cirka 12.000 invånare (2006), och ligger endast cirka 120 min bilresa från Thessaloniki.